# Cissampelos torulosa
Cissampelos torulosa är en tvåhjärtbladig växtart som beskrevs av Ernst Meyer, William Henry Harvey och Sond.. Cissampelos torulosa ingår i släktet Cissampelos och familjen Menispermaceae. Inga underarter finns listade i Catalogue of Life.